# Łotwa na Letnich Igrzyskach Olimpijskich 1928
Łotwę na Letnich Igrzyskach Olimpijskich 1928 w Amsterdamie reprezentowało 17 zawodników w tym dwie kobiety w 6 dyscyplinach. Najmłodszym zawodnikiem Stanisław Petkiewicz (19 lat). Najstarszym był Kārlis Leilands. Reprezentacja Łotwy nie zdobyła żadnego medalu.

## Zawodnicy
- Friedrich Baur
- Konstantīns Visotskis
- Vilis Cimmermanis – Lekkoatletyka
- Jānis Jordāns – Lekkoatletyka
- Elfrīda Karlsone – Lekkoatletyka
- Zinaida Liepiņa – Lekkoatletyka
- Artūrs Motmillers – Lekkoatletyka
- Stanisław Petkiewicz – Lekkoatletyka
- Kārlis Klāsens – Żeglarstwo
- Kārlis Leilands – Podnoszenie ciężarów
- Ernests Mālers – Kolarstwo
- Roberts Ozols – Kolarstwo
- Roberts Plūme – Kolarstwo
- Zenons Popovs – Kolarstwo
- Fridrihs Ukstiņš – Kolarstwo
- Alberts Zvejnieks – Zapasy
- Kārlis Pētersons – Zapasy